# Bisanakoppa, Gokak
Bisanakoppa là một làng thuộc tehsil Gokak, huyện Belgaum, bang Karnataka, Ấn Độ.